# Usjtja
Usjtja (ryska: Уща, vitryska: Ушча) är ett vattendrag i Belarus, på gränsen till Ryssland. Det ligger i den norra delen av landet, 250 km nordost om huvudstaden Minsk.
I omgivningarna runt Usjtja växer i huvudsak blandskog. Runt Usjtja är det glesbefolkat, med 13 invånare per kvadratkilometer.